# Guardiagrele
Guardiagrele est une commune de la province de Chieti dans les Abruzzes en Italie.

## Économie
La ville abrite une cimenterie du groupe Italcementi.

## Administration
| Période                                  | Période  | Identité       | Étiquette       | Qualité |
| ---------------------------------------- | -------- | -------------- | --------------- | ------- |
| 5 avril 2005                             | En cours | Mario Palmerio | Centro-Sinistra |         |
| Les données manquantes sont à compléter. |          |                |                 |         |

### Hameaux
Anello, Bocca di Valle, Caporosso, Caprafico, Caprafico piane, Cerchiara, Colle Barone, Colle Luna, Comino, Melone, Piano Fonti, Piana San Bartolomeo, San Biase, San Domenico, San Leonardo, Santa Lucia, San Vincenzo, Sciorilli, Tiballo, Villa San Vincenzo, Voire

### Communes limitrophes
Casoli, Castel Frentano, Filetto, Orsogna, Palombaro, Pennapiedimonte, Rapino, San Martino sulla Marrucina, Sant'Eusanio del Sangro